# Convento do Carmo (Lisboa)

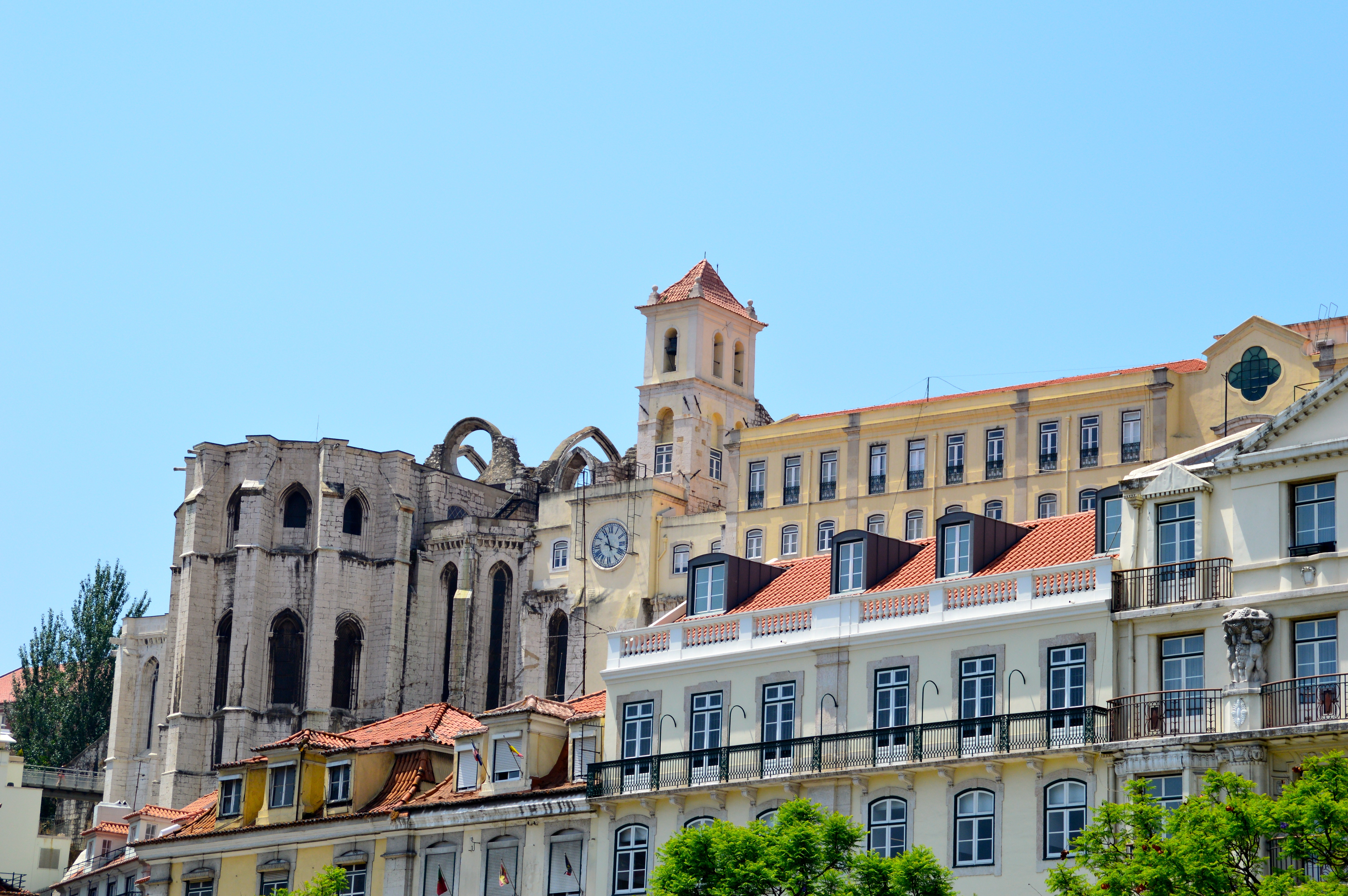
Convento e Igreja do Carmo vistos do Rossio.

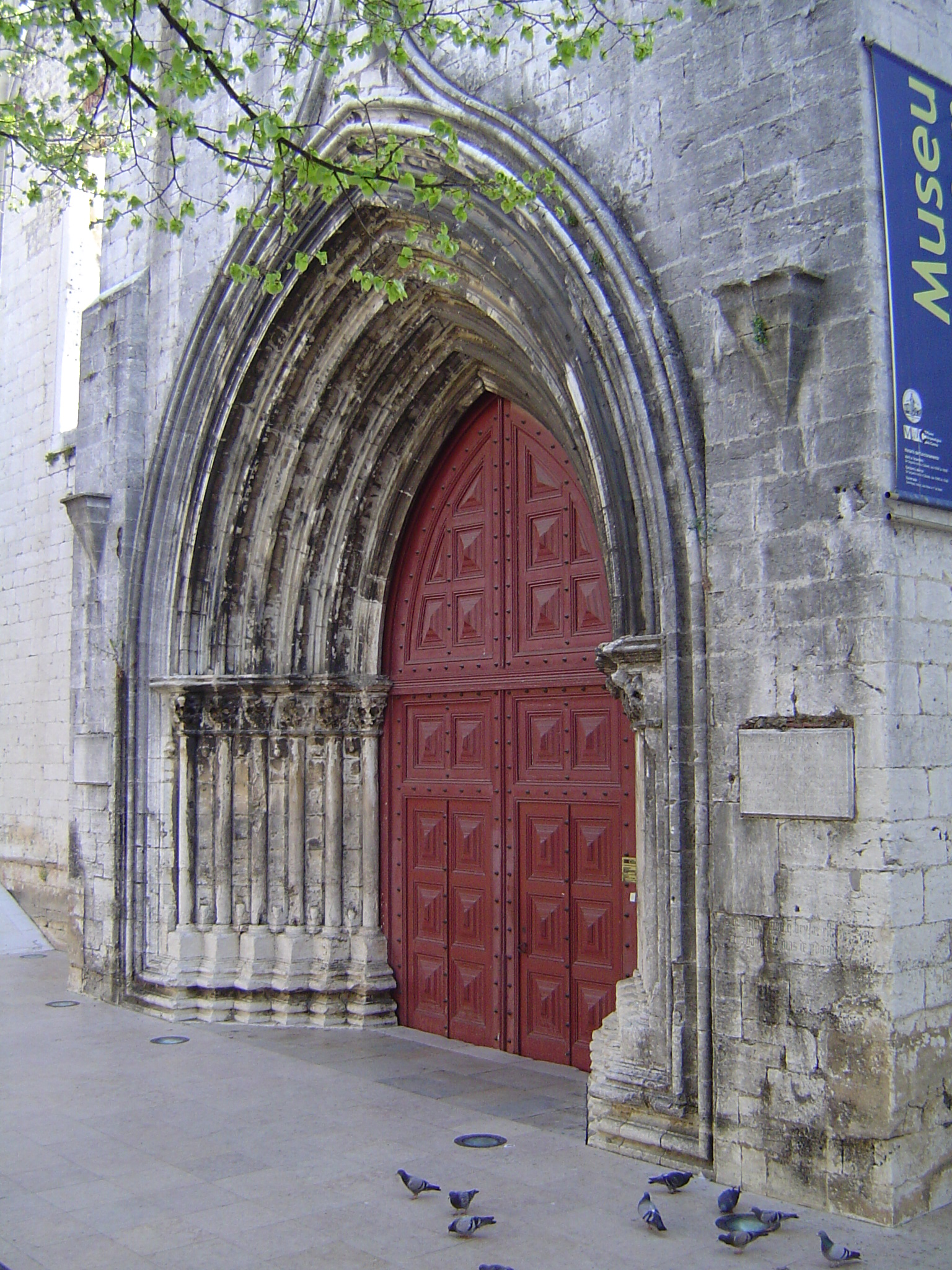
Convento do Carmo de Lisboa: portada.

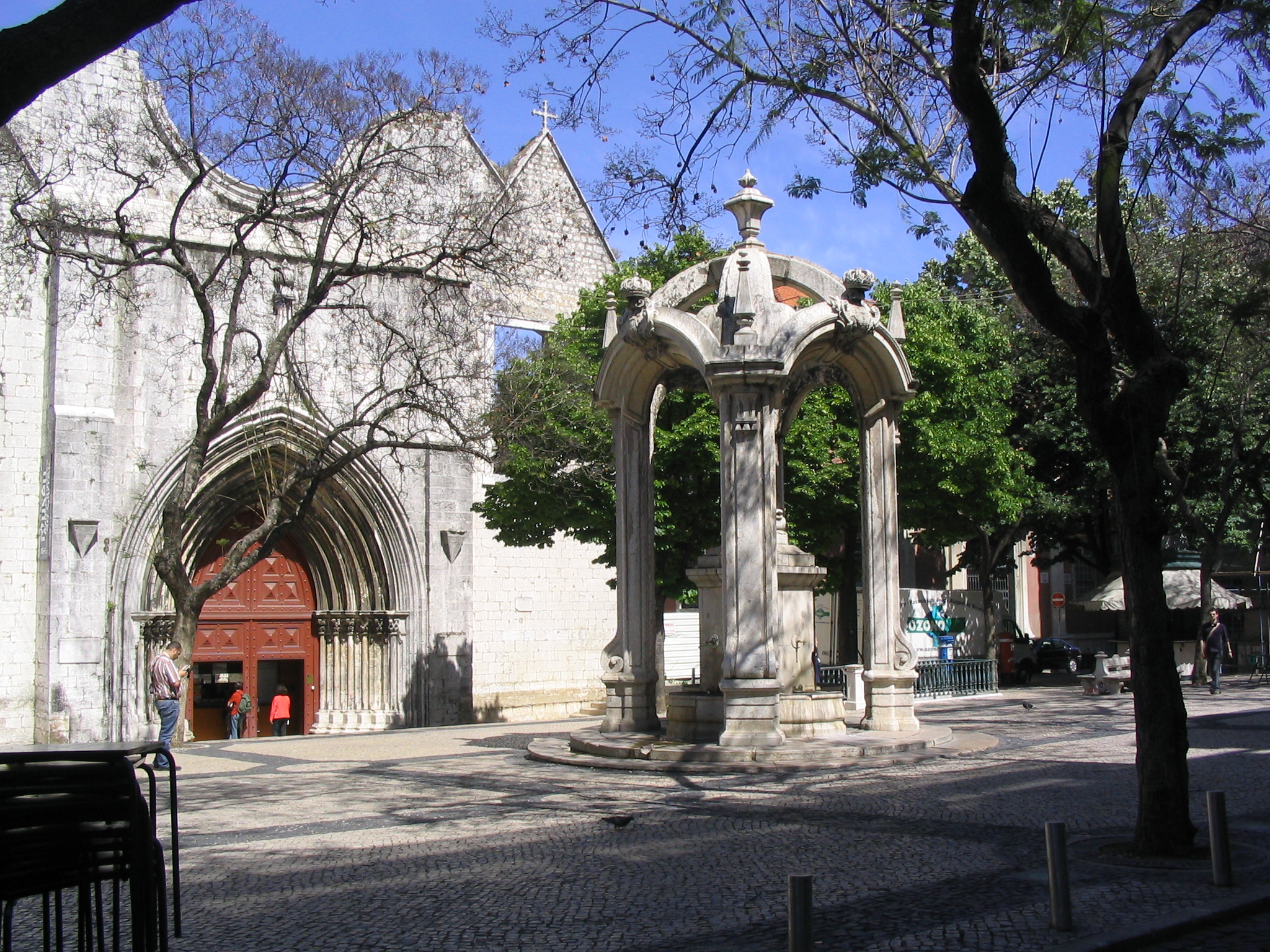
Largo do Carmo com o chafariz e a entrada principal do Convento.

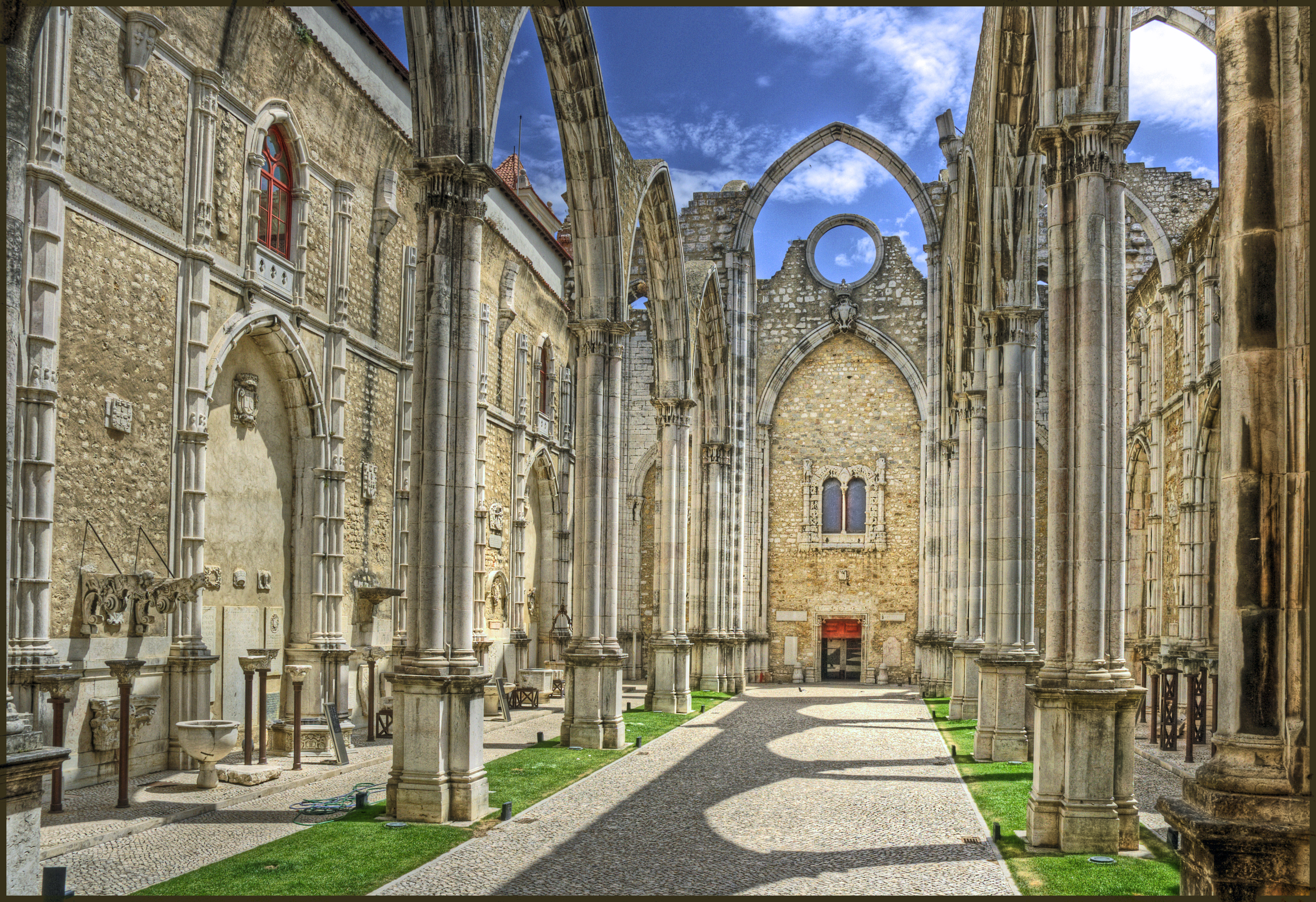
Ruínas da nave da igreja do Convento do Carmo.

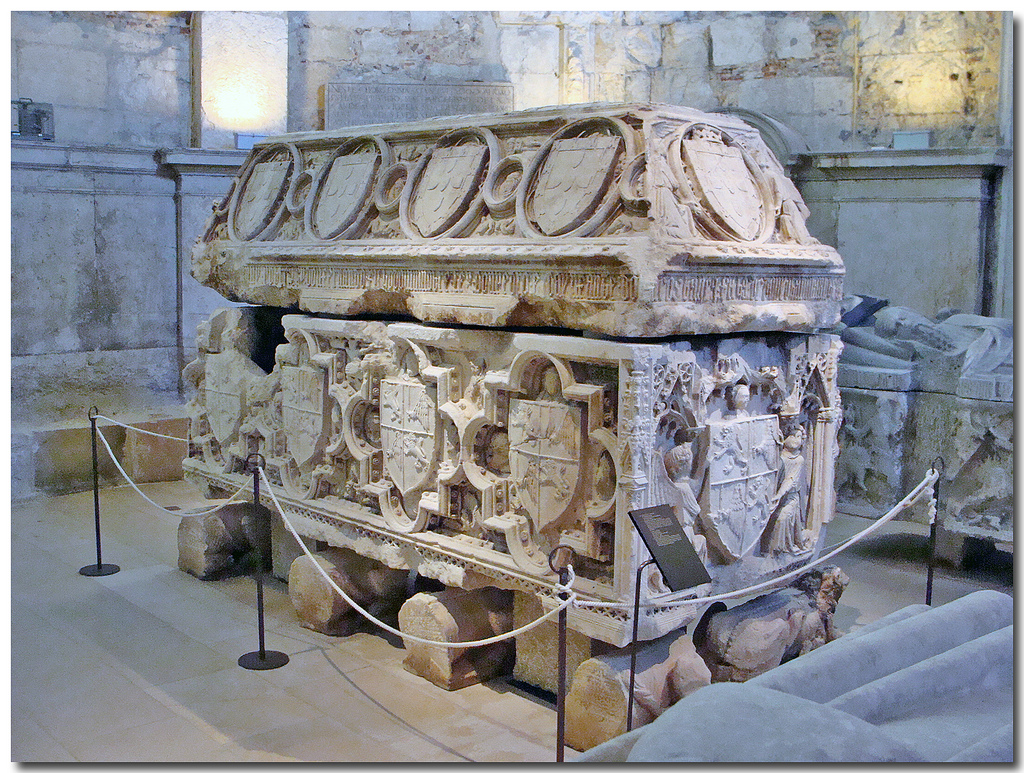
Túmulo gótico de Fernando I de Portugal.

O Convento do Carmo de Lisboa é um antigo convento da Ordem dos Carmelitas da Antiga Observância que se localiza no Largo do Carmo e foi erguido, sobranceiro ao Rossio (Praça de D. Pedro IV), na colina fronteira à do Castelo de São Jorge, na cidade e Distrito de Lisboa, em Portugal.
A Igreja que já foi a principal igreja gótica da capital, e que pela sua grandeza e monumentalidade concorria com a própria Sé de Lisboa, ficou em ruínas devido ao terramoto de 1755, não tendo sido reconstruída, constituindo-se  num dos principais testemunhos da catástrofe ainda visíveis na cidade. É possível que a ruína do Convento do Carmo e do vizinho Convento da Trindade, aquando daquele terramoto, esteja na origem da expressão popular: "cair o Carmo e a Trindade".
Actualmente as ruínas da Igreja abrigam o Museu Arqueológico do Carmo e na restante edificação do Convento está instalado o Comando Geral da Guarda Nacional Republicana.
A Igreja do Convento do Carmo está classificada como Monumento Nacional desde 1907, enquanto o remanescente do Convento do Carmo está incluído na classificação da Lisboa Pombalina e parcialmente incluído na zona de proteção do Aqueduto das Águas Livres.

## História
O Convento do Carmo foi fundado por D. Nuno Álvares Pereira, o Condestável de Portugal, em 1389. Foi ocupado, inicialmente, por frades carmelitas provindos do Convento de Nossa Senhora do Carmo de Moura, no Alentejo, chamados por D. Nuno para ingressar no convento de Lisboa em 1392. Em 1404, D. Nuno doou os seus próprios bens ao convento e, em 1423, ele mesmo ingressou no convento como religioso, período em que as suas obras estariam concluídas. O Condestável de Portugal escolheu ainda a Igreja do Convento como sua sepultura, embora, em 1953, tenha sido transladado para a Igreja do Santo Condestável, em Campo de Ourique, a si dedicada. D. Nuno Álvares Pereira foi canonizado como São Nuno de Santa Maria pelo Papa Bento XVI a 26 de Abril de 2009.
No dia 1 de Novembro de 1755, o grande terramoto e o subsequente incêndio que vitimou a cidade de Lisboa, destruíram boa parte da igreja e do convento, consumindo-lhe o recheio. No reinado de D. Maria I de Portugal iniciou-se a reconstrução de uma ala do convento, já em estilo neogótico, mas os trabalhos foram interrompidos em 1834 aquando da extinção das ordens religiosas.
Desse primeiro período reconstrutivo são testemunho os pilares e os arcos das naves, verdadeiro testemunho de arquitectura neogótica experimental, de cariz cenográfico.
Em meados do século XIX, imperando o gosto romântico pelas ruínas e pelos antigos monumentos medievais, optou-se por não continuar a reconstrução do conjunto, deixando o corpo das naves da igreja a céu aberto e criando, assim, um idílico cenário de ruína, que tanto agradava aos estetas oitocentistas e que ainda hoje encanta os visitantes.
A parte habitável do convento foi convertida em instalações militares em 1836. Foi aqui, no Quartel do Carmo, sede do Comando-Geral da GNR, que o Presidente do Conselho do Estado Novo, Marcelo Caetano, se refugiou dos militares revoltosos, durante a Revolução dos Cravos. O cerco deste aquartelamento foi dirigido pelo capitão Salgueiro Maia.
No Largo do Carmo, em frente ao convento, encontra-se o Chafariz do Carmo, do século XVIII, desenhado por Ângelo Belasco e decorado com quatro golfinhos.

## Características
O conjunto apresenta raiz no gótico mendicante, com certa influência do estaleiro do Mosteiro de Santa Maria da Vitória da Batalha, que havia sido fundado pelo Rei D. João I de Portugal e que também estava em construção à época. Ao longo dos séculos recebeu acrescentos e alterações, adaptando-se aos novos gostos e estilos arquitetónicos.
A fachada da igreja do convento tem um portal de várias arquivoltas lisas com capitéis decorados. A rosácea que encima o portal está destruída. A fachada sul da igreja é sustentada por cinco arcobotantes, adicionados em 1399 após um desabamento durante a construção da igreja. O interior apresenta três naves e cabeceira com uma capela-mor e quatro absidíolos. O tecto da nave da igreja desapareceu com o terramoto, e só os arcos ogivais transversais que o sustentavam são visíveis hoje.

## Museu Arqueológico do Carmo

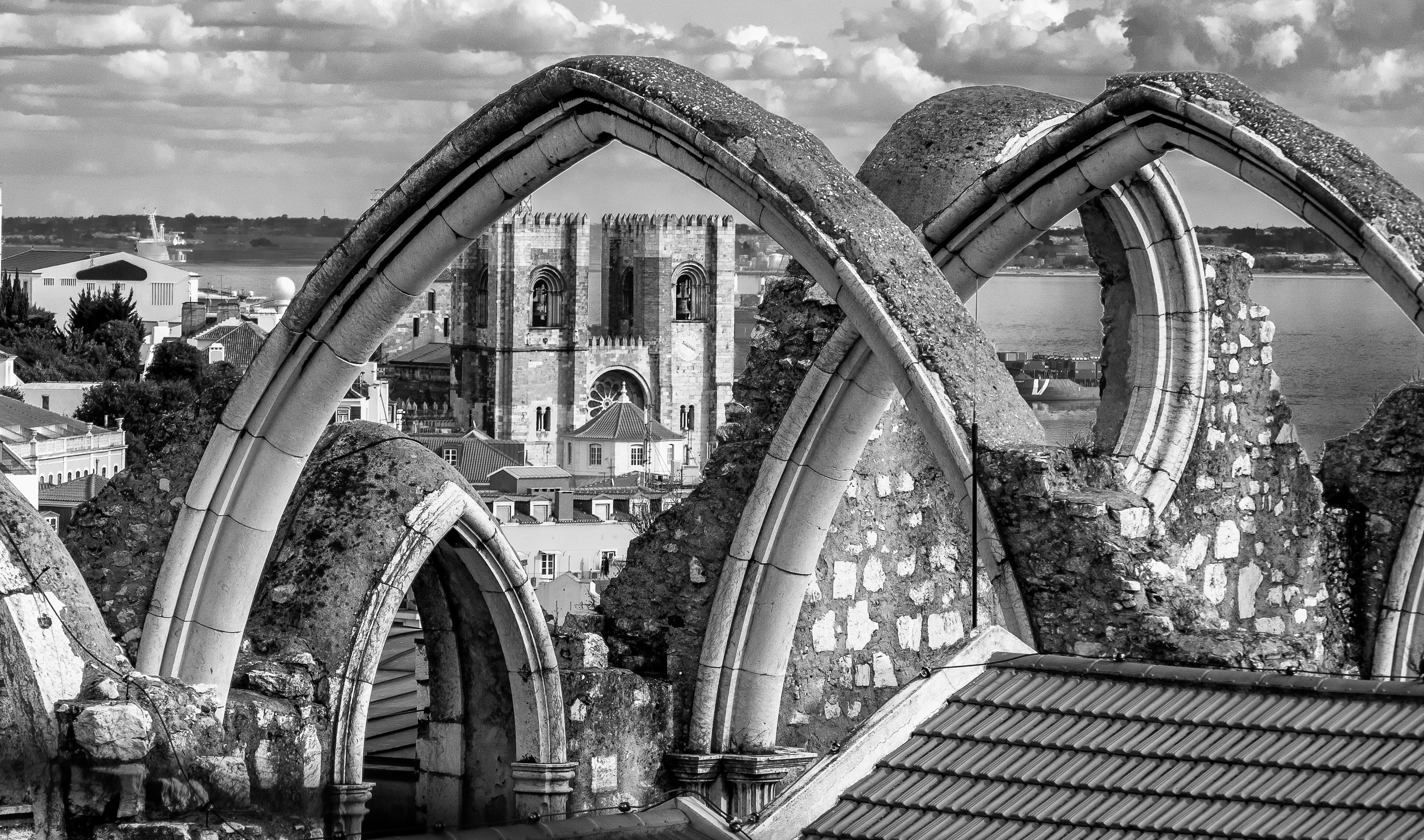
Arcadas do Convento do Carmo

O corpo principal da igreja e o coro, cujo telhado resistiu ao terramoto, foram requalificados e abrigam hoje um Museu Arqueológico com uma pequena mas interessante colecção. Do paleolítico e neolítico português destacam-se as peças provenientes de escavações de uma fortificação pré-histórica perto de Azambuja (3500 a.C. - 1500 a.C.).
O núcleo de túmulos góticos inclui o de D. Fernando Sanches (início do século XIV), decorado com cenas de caça ao javali, e o magnífico túmulo do rei D. Fernando I (1367-1383), transferido de um convento em Santarém para o museu. Destaca-se também uma estátua de um rei do século XIII (talvez D. Afonso Henriques), além de peças romanas, visigóticas e até duas múmias peruanas.